# Haruo Arima
Haruo Arima (有馬 暎夫, Arima Haruo) est un footballeur japonais.